# Lycopodiella serpentina
Lycopodiella serpentina là một loài thực vật có mạch trong Họ Thạch tùng. Loài này được (Kunze) B. Øllg. mô tả khoa học đầu tiên năm 1987.